# حسین‌قلی سرابسکی
حسین‌قلی سرابسکی (ترکی آذربایجانی: Hüseynqulu Sarabski; ۲۰ مارس ۱۸۷۹ – ۱۶ فوریهٔ ۱۹۴۵) خواننده اوپرا (تنور)، نمایشنامه‌نویس، بازیگر، کارگردان نمایش و نوازنده تار آذربایجانی بود.

## زندگی‌نامه
حسین‌قلی سرابسکی ۲۰ مارس سال ۱۸۷۹ در آستانه عید نوروز در خانواده‌ای تهی‌دست در باکو در امپراتوری روسیه چشم به جهان گشود. در دوران کودکی اش، به مدرسه مذهبی رفت تا خواندن قرآن را فراگیرد. از آنجا که نتوانست از عهده موانع زبانی برآید و مورد ضرب و شتم شدید آخوند قرار گرفت، موفق شد پدر و مادر خود را متقاعد سازد تا اجازه دهند این مدرسه را ترک گوید. در سال ۱۸۹۱ و در سن ۱۲ سالگی برای اولین بار به یک نمایش تئاتر تماشا کرد. این نمایش موسوم به «خان سرابی» که با اقتباس از نمایشنامه «سرگذشت وزیر خان لنکران» از میرزا فتحعلی آخوندزاده تهیه شده بود، توسط بازیگران داوطلب به اجرا گذاشته می‌شد. حسین‌قلی نوجوان که این اجرا را خیلی پسندید، نام مستعار «سرابسکی» را برای خود برگزید. در دوره نوجوانی اش، در کلاس‌های شبانه زبان روسی برای فقیران ثبت نام کرد که زین‌العابدین تقی‌اف راه اندازی کرده بود. تا اینکه به یک بازیگر سرشناس تبدیل شد، از طریق آهنگری، سنگ‌تراشی و یقه‌آبی معیشت خود را تأمین می‌کرد.

## فعالیت
حسین‌قلی سرابسکی اولین بار نقش «رسول» در نمایش اثر «دیلین بلاسی» از نریمان نریمانف را ایفا کرد. بعداً در تعدادی نمایش‌ها از نمایشنامه‌نویسان آذربایجانی و اروپایی متعددی ایفای نقش کرد. و لیکن آوازخوانی فوق‌العاده زیبای مقام «حجاز عربی» توسط حسین‌قلی سرابسکی هنگام ایفای نقش در نمایش «آلمانسور» از هاینریش هاینه مورد توجه عزیر حاجی‌بیگف واقع شد که این امر نیز باعث آن شد تا تئاتر موزیکال را انتخاب کند. در سال ۱۹۰۸، ایفای نقش اصلی «مجنون» در نمایش اپرای لیلی و مجنون از عزیر حاجی‌بیگف به وی محول شد.
در ۳۰ سال آینده فعالیت‌های حرفه ای اش، حدود ۴۰۰ بار نقش مجنون را در این اپرا اجرا کرد. از سال ۱۹۱۴، یک دسته بازیگران و نمایش دهندگان تحت سرپرستی حسین‌قلی سرابسکی و مسلم ماقمایف، رهبر ارکستر (بعداً آهنگساز)، به شهرهای تفلیس، «یلیزاوتپل»، ایروان، ولادی‌قفقاز، تبریز، رشت و تهران رفتند تا نمایش لیلی و مجنون و دیگر قطعه‌های نمایشی را در مقابل چشمان مخاطبان محلی به اجرا درآورند. بعد از بازگشت به باکو، به صورت هفتگی روی صحنه می‌رفت. در میان سالهای ۱۹۲۳ تا ۱۹۲۶ یک گروه تئاتر در شاماخی و یک تئاتر درام در آغ‌دام دایر کرد.

## دیگر فعالیت‌ها
قبل از سال ۱۹۱۸، حسین‌قلی سرابسکی ۳ نمایشنامه به نام‌های «جهل»، «جوینده یابنده است» و «هر آنچه انجام می‌دهی، به تو برمی‌خورد» به تحریر درآورد که بعداً توسط هم گروه‌های داوطلب و هم حرفه‌ای در صحنه ظاهر شد. سپس، قطعه‌های موسیقی موسوم به «مقام» و «بیزیم داغلار» (کوه‌های ما)، و نیز آهنگی کودکانه به اسم «آی- آی» ساخت. در سال‌ها ۱۹۳۶–۱۹۳۷ کتابی تحت عنوان «باکوی قدیمی» انتشار داد که علاوه بر اطلاعات تاریخی و قومی، اطلاعاتی راجع به سنت‌های غنی شهر در زمینه موسیقی را نیز در آن جا داد. بین سال‌های ۱۹۴۰ الی ۱۹۴۲، در آکادمی موسیقی باکو موسیقی مقامی و اپرا را تدریس نمود. برخی از دانشجویانش چون سارا قدیموا و شوکت علی‌اکبروا بعدها به عنوان خوانندگان برجسته شهرت یافتند.
حسین‌قلی سرابسکی پس از تحمل بیماری سرطان مری در سال ۱۹۴۵ درگذشته و در پارک مفاخر باکو دفن شد.